# Biscotte

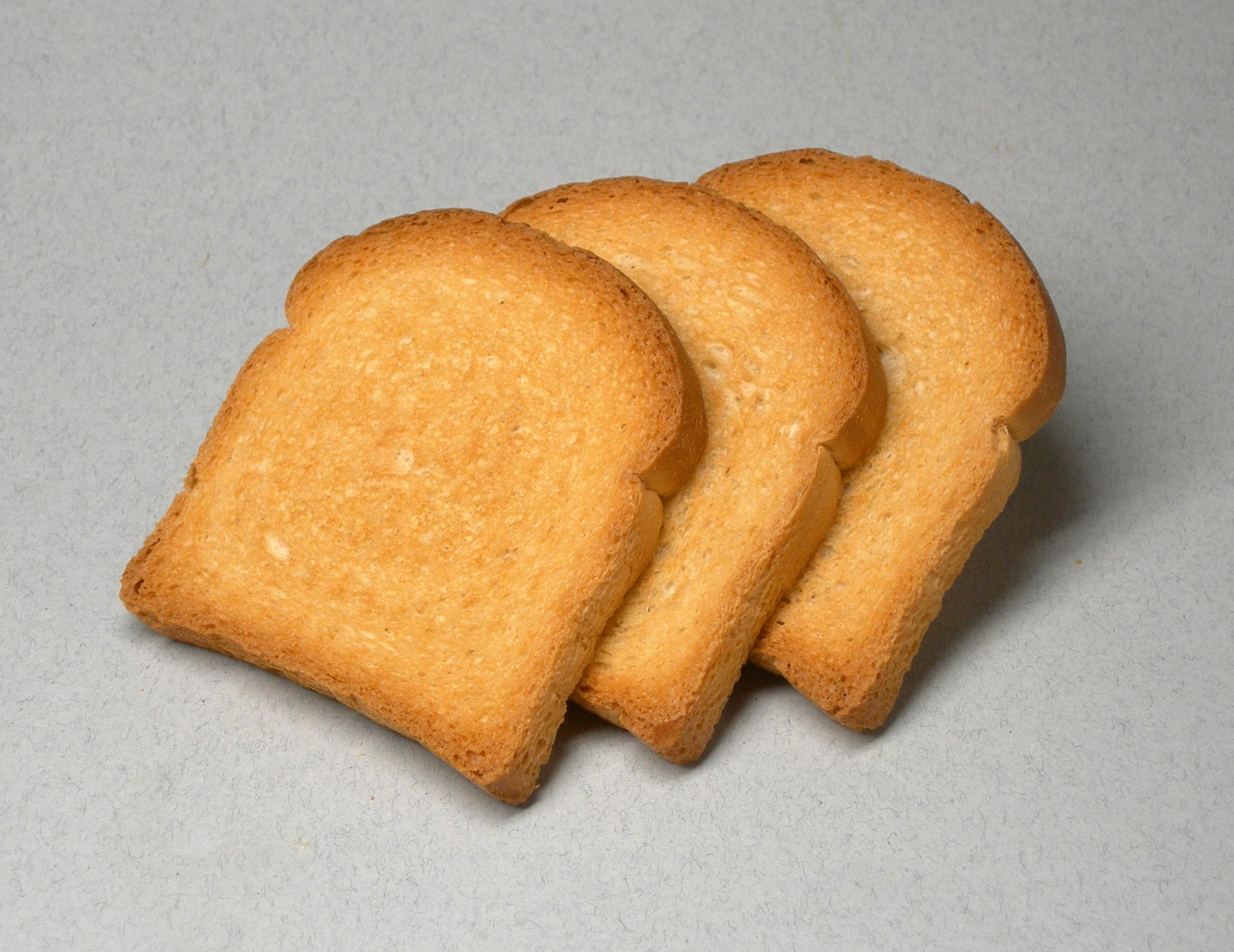
Biscottes.

La biscotte est une tranche de pain passée par deux cuissons.

## Étymologie
Le substantif féminin,, « biscotte » est un emprunt, à l'italien biscotto, composé du préfixe bis- et de cotto, participe passé de cuocere (« cuire »), signifiant « cuit deux fois ». Le Trésor de la langue française mentionne un usage du mot dès le début du XIXe siècle, en 1807,.

## Fabrication
Pour fabriquer des biscottes, on mélange de la farine très fine (ingrédient principal pouvant atteindre jusqu'à 97 % du produit fini), de l'eau, du sucre, des matières grasses végétales, du beurre, du lait écrémé en poudre, de la levure et du sel. 
Une fois mélangée, on obtient une pâte que l'on fractionne en pâtons (petites boules de pâte). Ceux-ci sont alors mis au repos pour être soumis au processus de fermentation dans une salle d'étuvage.
La pâte est ensuite pétrie de nouveau et façonnée en forme de quenelles, déposées dans un moule avec couvercle où s’opère une seconde fermentation.
Après cuisson, cela donne une sorte de pain de mie qu’on laisse reposer pendant 24 heures. Ce temps de repos imposé permet une répartition uniforme de l’humidité, le « ressuage ». Ce pain est ensuite découpé en tranches, avant de subir sa seconde cuisson. 
Les biscottes contiennent très peu d’eau, c’est ce qui leur donne cet aspect croustillant et leur permet une longue conservation.

## Économie
Si dans les années 1970 plus de 300 biscotteries fonctionnaient en France, il n'en restait plus que six en 2014. Cinq d'entre elles, comme les Biscottes Roger, font de la production industrielle. La dernière artisanale, La Chanteracoise, est implantée en Dordogne, à Saint-Germain-du-Salembre,.